# Alfonso de Churruca y Calbetón
Alfonso de Churruca y Calbetón (Bilbao, 20 de abril de 1884-Bilbao, 31 de diciembre de 1970) fue un industrial y empresario español.

## Biografía
Nació en Bilbao el 20 de abril de 1884. Hijo del también ingeniero Evaristo de Churruca y Brunet, I conde de Motrico, y de su esposa Ramona Juana Victoria Calbetón y Blanchón. Cursó la carrera de ingeniero industrial en la escuela de Bilbao, promoción de 1905. Ingresó en Altos Hornos de Vizcaya como ingeniero industrial en 1906 llegando a subdirector en 1936.
Fue diputado por Guipúzcoa (Zumaya) en 1919 representando al Maurismo. Este mismo año forma parte del primer consejo de administración del Gran Hotel Carlton de Bilbao (el 21 de enero de 1919) junto con otros representantes de la industria vizcaína. Fundó la rama hispana del Instituto Internacional del Hierro. Fue presidente de la Junta de Obras del Puerto y Ría de Bilbao y creador de la Liga guipuzcoana de productores. 
De 1956 a 1965 formó parte de la presidencia del consejo de administración de Altos Hornos, en la que impulsó grandes modificaciones. Entre las realizaciones más destacadas llevadas a cabo por Churruca hay que destacar el tren Blooming-Slabbing, las nuevas baterías de coque, la acería «L-D», los nuevos trenes de alambre y redondo y el de laminación de bandas en caliente y la contratación del nuevo horno alto que entró en servicio dos años después de dejar Churruca la Presidencia de Altos Hornos. Presidente de la empresa CAMPSA desde 1946, fue uno de los promotores de Petronor en 1968. También ostentó durante muchos años la presidencia de la Sociedad Española de Construcciones Electromecánicas (SECEM) y de la Azucarera Española.
Fue hecho I conde de El Abra mediante título otorgado por Francisco Franco el 18 de julio de 1969.

## Honores
Hasta diciembre de 2016 el Ayuntamiento de Bilbao tenía en honor a su memoria el nombre a una calle en la zona de Olabeaga, que en esa fecha pasó a denominarse de las Sirgueras.